# مهزرین بانجی
مهزرین بانجی (انگلیسی: Mahzarin Banaji؛ زادهٔ ۱۹۵۶ (۶۸–۶۹ سال)) دانشمند در زمینه روان‌شناسی اجتماعی اهل هند است.
وی همچنین برندهٔ جوایزی همچون کمک‌هزینه گوگنهایم شده‌است.